# Dürener Tor (Nideggen)

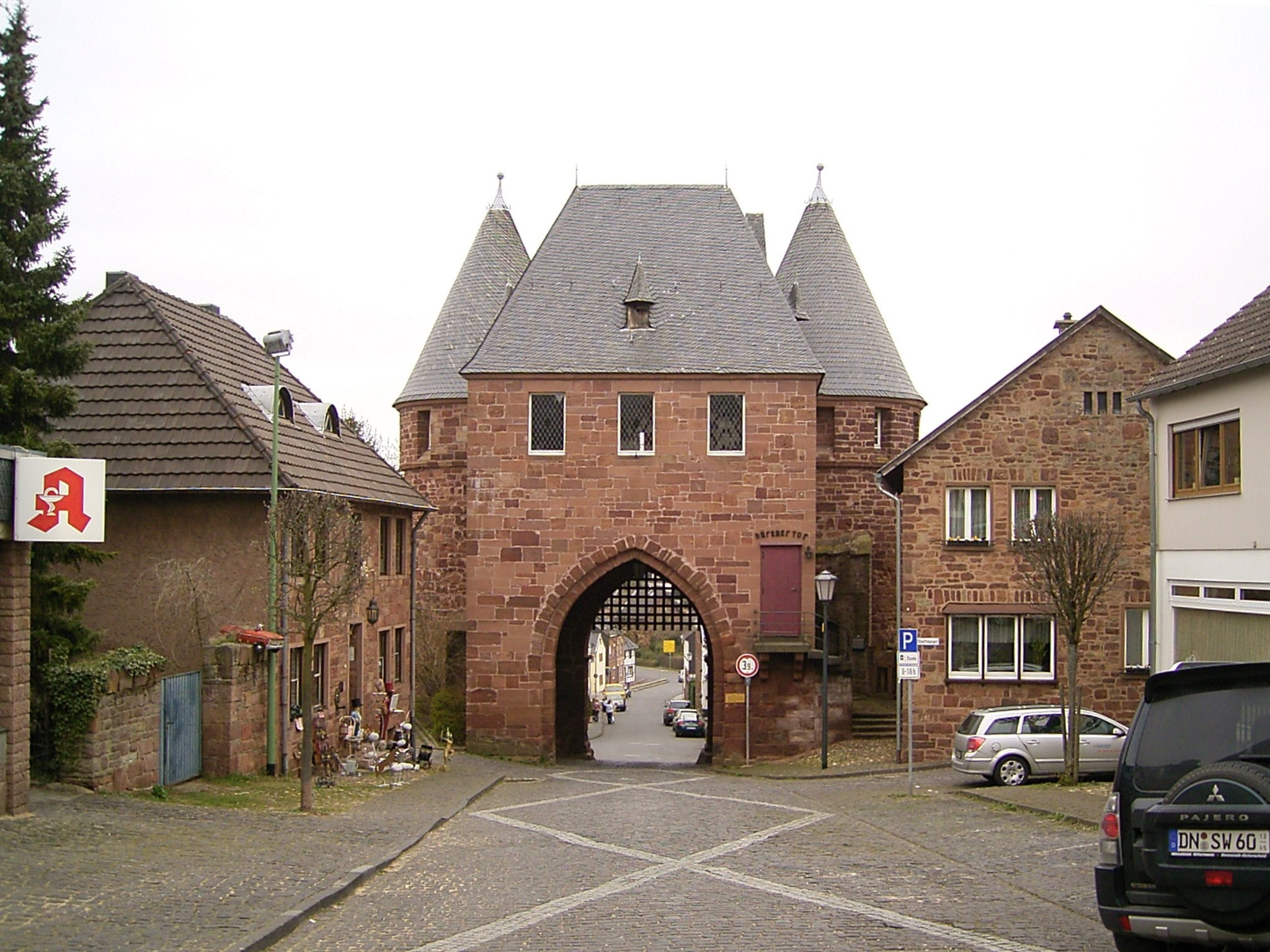
Das Dürener Tor

Das Dürener Tor ist ein Stadttor im Osten von Nideggen im Kreis Düren (Nordrhein-Westfalen). Es befindet sich an der Straße „Im Altwerk“.
Das Dürener Tor ist ein zweigeschossiges Doppelturmtor mit Schalen und einfach gestuften  Spitzbogenportalen. Es hat eine Durchfahrt mit Spitztonne und rechts einer Spitzbogennische. Das Stadttor hat einheitliche Rechteckfenster. In der linken Mittelbauwange befindet sich eine angelegte Treppe, die von der Stadtseite aus zugänglich ist. Der Mittelbau hat ein quergestelltes Walmdach. Die Flankentürme haben Kegeldächer.
Das Tor wurde im ersten Drittel des 14. Jahrhunderts als Teil der Stadtbefestigung erbaut. Ab 1583 verfiel das Bauwerk. 1765 wurde es bis auf das Untergeschoss abgebrochen. Von 1892 bis 1896 wurde das Obergeschoss rekonstruiert. 1949 wurde das Dürener Tor restauriert.